# Hila Elmalich
Ilanit Hila Elmalich (הילה אילנית אלמליח; 14 de noviembre de 1973 – 14 de noviembre de 2007) fue una modelo israelí que murió a causa de la anorexia en 2007.

## Muerte
El 14 de noviembre de 2007, el día que cumplía los 34 años, Elmalich murió cuando pesaba tan solo 27 kilos después de muchos años sufriendo de anorexia nerviosa. Había sido hospitalizada en numerosas ocasiones por este problema. Finalmente falleció en su propia casa de un insuficiencia cardiaca.

## Campaña de peso mínimo para modelos
Inmediatamente después de su muerte, el fotógrafo de moda israelí Adi Barkan la calificó de "sacrificio a la moda".[cita requerida] Inició una campaña mundial para "cambiar la definición de belleza animando a las modelos a no ser delgadas". La preocupación de Barkan por la muerte de Elmalich condujo a la implementación de nuevos requisitos de peso e índice de masa corporal en Israel en 2012. Estos requisitos no permiten que las agencias de modelos contraten a modelos con un IMC (índice de masa corporal) inferior a 18,5, valor por debajo del cual se considera bajo peso. Esta ley implica que una mujer de 1,75 m (5'9") debería pesar al menos 57 kg (125 libras) para ser contratada. Esto busca animar a las modelos a no ser tan delgadas y liberar a las mujeres de la presión de perder peso continuamente.